# Ben Foster (Maler)

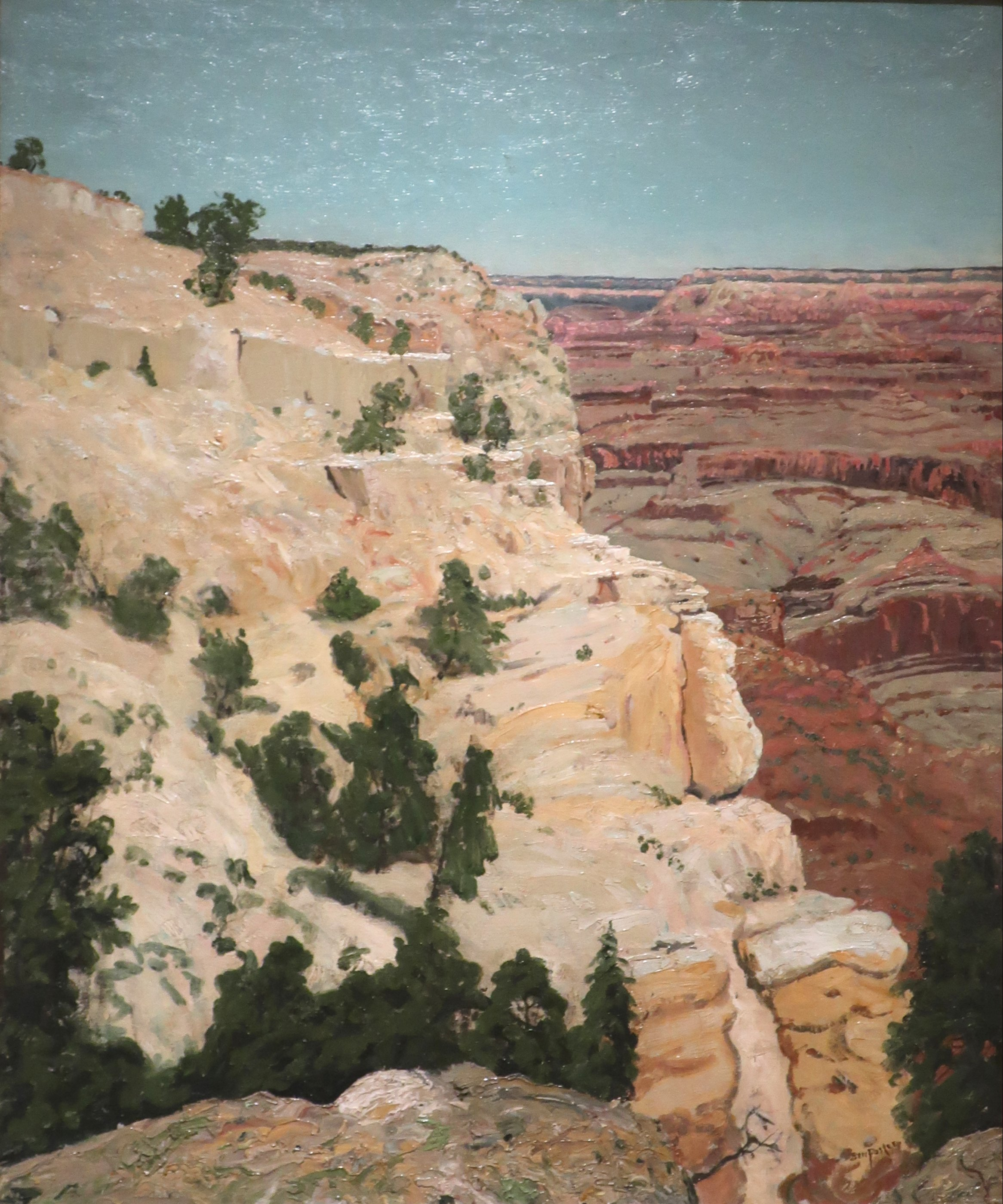
Along the Canyon Rim von Ben Foster, ca. 1916. Phoenix Art Museum

Ben Foster (* 31. Juli 1852 in North Anson, Maine; † 2. Februar 1926) war ein US-amerikanischer Maler, der für seine stimmungsvollen Landschaftsdarstellungen im Tonalismus-Stil bekannt ist.

## Leben
Ben Foster wurde 1852 in North Anson, Maine, geboren. Er begann seine künstlerische Ausbildung vergleichsweise spät, zog in den 1870er Jahren nach New York City und studierte an der Art Students League unter der Anleitung von Abbott Thayer. Um seinen Lebensunterhalt während des Studiums zu sichern, arbeitete er als Kaufmann. In den 1880er Jahren reiste Foster nach Paris, wo er bei Luc-Olivier Merson, Harry Thompson und Aimé Morot studierte und seine Werke im Pariser Salon ausstellte. Nach seiner Rückkehr in die USA ließ er sich in Cornwall Hollow, Connecticut, nieder.

## Werk

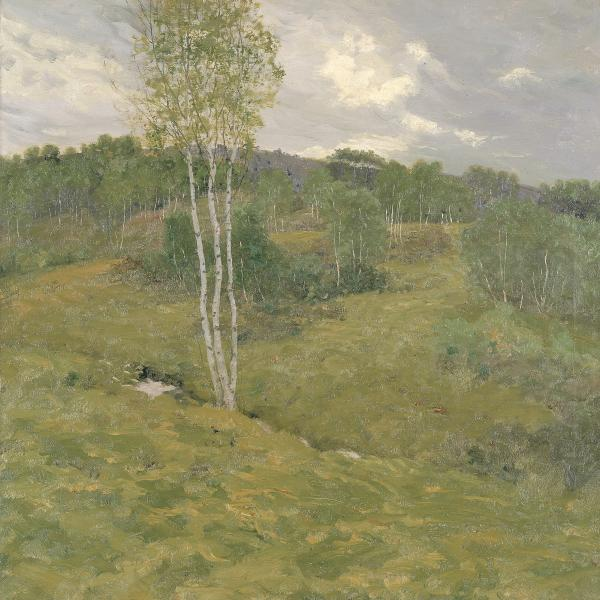
Birch – Clad Hills, ca. 1908. Smithsonian American Art Museum

Fosters Arbeiten zeichnen sich durch eine tonale Farbpalette mit weichen Brauntönen, Rost- und Grauschattierungen aus, die oft herbstliche Stimmungen einfangen. Seine Landschaften zeigen häufig Szenen aus Neuengland, darunter Wälder, Felder und Teiche, und fangen verschiedene Tageszeiten wie Dämmerung und Morgengrauen ein. Ein bemerkenswertes Werk ist In the Connecticut Hills (um 1914), das sich in der Sammlung des Metropolitan Museum of Art befindet.  
Ben Fosters Werke sind in Museen und privaten Sammlungen vertreten, darunter:
- Corcoran Gallery of Art
- Luxembourg-Museum, Paris
- National Gallery of Art, Washington, D.C.
- Pennsylvania Academy of the Fine Arts
- Metropolitan Museum of Art, New York
- Oakland Museum, Kalifornien
- Toledo Museum of Art, Ohio